# Django
Django és una pel·lícula hispanoitaliana de 1966, escrita, produïda i dirigida per Sergio Corbucci. La pel·lícula pertany al gènere dels spaghetti western. Protagonitza l'actor Franco Nero en el seu debut cinematogràfic en un paper principal, el qual va portar-lo a la fama. Es considera a la pel·lícula com un dels spaghetti westerns que més van trencar amb l'estètica tradicional dels westerns estatunidencs.
La pel·lícula narra les aventures d'un soldat de la Unió convertit en rodamón, i la seva companya, una prostituta mestissa, que es veuen afectats per una amarga i destructiva disputa entre una banda de racistes del sud i una banda de revolucionaris mexicans.
De la mateixa manera que Per un grapat de dòlars, de Sergio Leone, i sorgida amb la intenció d'aprofitar i rivalitzar l'èxit d'aquesta, la pel·lícula de Corbucci és considerada una adaptació lliure i no oficial de Yojimbo, d'Akira Kurosawa.
La pel·lícula es va guanyar la reputació de ser una de les més violentes filmades fins al moment, i se li va denegar un certificat en el Regne Unit fins 1993, quan se li va concedir un certificat 18 (fou rebaixat a un certificat 15 en 2004). Va ser un èxit comercial en la seva estrena, i ha anat guanyant un gran número de seguidors de culte fora d'Itàlia essent considerada com una de les millors pel·lícules del gènere del Spaghetti Western, elogiant-se sobretot la direcció, la interpretació de Nero i la banda sonora de Luis Bacalov.
Tot i que el nom de Django apareix en més de 30 "seqüeles" des del moment de l'estrena de la pel·lícula fins a principis de la dècada de 1970, en un intent de capitalitzar l'èxit de la original, la majoria d'aquestes pel·lícules no foren oficials i no van comptar ni amb la participació de Corbucci ni la de Nero. Nero va reprendre el paper en Django 2 - Il grande ritorno (1987), l'única continuació oficial produïda amb la participació de Corbucci. Nero també va fer un cameo en la pel·lícula de Quentin Tarantino de 2012 Django Unchained, un homenatge a la pel·lícula original de Corbucci.